# Roger de Breteuil, 2. Earl of Hereford
Roger de Breteuil (* vor 1051; † nach 1087) war Earl of Hereford und Herr von Breteuil. Er war der Sohn von William FitzOsbern, 1. Earl of Hereford, dessen Erbe er 1071 antrat.

## Biografie
Seine Beziehung zu König Wilhelm I. war schwierig. 1075 verheiratete er, ein Verbot des Königs missachtend, seine Schwester Emma mit Ralph de Guader, dem Earl of Norfolk. Unmittelbar danach erhoben sich Roger und Ralph im Aufstand der Grafen gegen den König. Doch Roger, der seine Soldaten von Westen heranführen musste, um sie mit den Truppen Ralphs zu vereinen, wurde am Severn von der Miliz (Fyrd) Worcestershires aufgehalten, die Bischof Wulfstan von Worcester, Walter de Lacy und andere Normannen gegen ihn ins Feld führten.
Nach dem Scheitern des Aufstands wurde Roger im gleichen Jahr vor das Great Council gebracht. Ihm wurde sein Titel aberkannt, der englische Besitz wurde beschlagnahmt, und er selbst zu lebenslanger Haft verurteilt. 1087, nach dem Tod Wilhelms, wurde er ebenso wie andere politische Gefangene, freigelassen.

## Nachkommen
Roger hinterließ zwei Söhne, Roger und Reginald, die beide wohl erst nach seiner Freilassung geboren wurden. Reginald heiratete Emmelind Ballon, die Tochter von Hamelin de Ballon von Abergavenny, und nahm deren Familiennamen an; er starb vor 1166 als Besitzer der Lordschaft und der Burg Much Marcle.
Die Herrschaft Breteuil fiel wohl zunächst an Roger, 1099 an dessen Vetter Raoul II. de Gaël, Sohn Ralphs de Guader.